# Франк Берія
Франк Берія (фр. Franck Béria, нар. 23 травня 1983, Аржантей) — французький футболіст мадагаскарського походження, захисник. 
Найбільших успіхів досяг у «Ліллі», з яким став чемпіоном Франції та володарем Кубка Франції. Також відомий виступами за клуб «Мец».

## Ігрова кар'єра
У дорослому футболі дебютував 2001 року виступами за команду клубу «Мец», в якій провів шість сезонів, взявши участь у 93 матчах чемпіонату. 
До складу клубу «Лілль» приєднався 2007 року. У команді з Лілля провів 10 років до завершення кар'єри в 2017 році. В останній рік у клубі Берія був капітаном команди. Разом з «Ліллем» він виграв дубль (чемпіон та володар Кубка Франції) в сезоні 2010/11, виступав у Лізі чемпіонів та доходив до 1/8 фіналу Ліги Європи.

## Титули і досягнення
- Чемпіон Франції (1):

«Лілль»: 2010–11
- Володар Кубка Франції (1):

«Лілль»: 2010–11